# Anii 170
Secole: Secolul I - Secolul al II-lea - Secolul al III-lea
Decenii: Anii 120 Anii 130 Anii 140 Anii 150 Anii 160 - Anii 170 - Anii 180 Anii 190 Anii 200 Anii 210 Anii 220
Ani: 170 | 171 | 172 | 173 | 174 | 175 | 176 | 177 | 178 | 179